# KBS World
KBS World é um serviço de radiodifusão internacional da Korean Broadcasting System. Consiste na KBS World Radio, no canal de televisão KBS World e KBS Korea.

## História
A transmissão de rádio em língua estrangeira pela KBS (antes de se tornar uma rede pública em 1973) começou em 1953 com o nome "The Voice of Free Korea" e tornou-se parte da KBS em julho de 1968. A estação foi renomeada "Radio Korea" em março 1973 e depois "Radio Korea International" em agosto de 1994. O último tornou-se a "KBS World Radio" em março de 2005.
Em 1 de julho de 2003, KBS World foi lançado como um canal de televisão internacional para coreanos no exterior. O canal está disponível na GVT TV no Brasil até 2016, foi substituído pelo canal argentino Telefe Internacional.

## Serviços

### KBS World Radio
A KBS World Radio é a única transmissão promocional em língua estrangeira da Coreia do Sul para o mundo inteiro. Sua programação apresenta notícias, cultura, música, entretenimento e aulas de coreano.
A KBS World Radio atualmente transmite em coreano, inglês, japonês, francês, russo, mandarim, espanhol, indonésio, árabe, alemão, vietnamita e cantonês.

### KBS World (canal de televisão)

Logotipo da KBS World usado de 2003 a 2009.

A programação de televisão da KBS World é originária dos serviços de televisão domésticos da KBS. Ele é exibido principalmente em coreano, mas também são fornecidas legendas em inglês, malaio e chinês.
Além dos sinais de Seul, existem três serviços separados operados pelas subsidiárias da KBS, adaptados a mercados específicos: a versão japonesa operada pela KBS Japan, a versão indonésia operada pela OKTN e a versão norte-americana operada pela KBS America.
Além disso, KBS World 24 é um canal de notícias e documentários que está disponível gratuitamente online. Em 1º de julho de 2021, o canal foi rebatizado como KBS Korea.